# Thiên nhược hữu tình
Thiên nhược hữu tình (tiếng Trung: 天若有情, tiếng Anh: A Moment of Romance) là một bộ phim điện ảnh Hồng Kông thuộc thể loại lãng mạn – chính kịch công chiếu năm 1990 do Trần Mộc Thắng làm đạo diễn, Đỗ Kỳ Phong sản xuất với phần kịch bản do Nguyễn Thế Sinh chắp bút. Phim có sự tham gia của ba diễn viên chính gồm Lưu Đức Hoa, Ngô Thanh Liên và Ngô Mạnh Đạt.
Câu chuyện kể về một tên giang hồ yêu một cô tiểu thư trong tác phẩm cho đến nay có thể xem là mối tình kinh điển của điện ảnh Hồng Kông. Bộ phim nhận được nhiều lời đánh giá cao từ các nhà phê bình phim lẫn khán giả và đã thu về được hơn $32.8 triệu sau buổi công chiếu tại rạp từ ngày 14 tháng 6 năm 1990. Với màn trình diễn xuất sắc khi vào vai Thái Bảo, nam diễn viên Ngô Mạnh Đạt được nhận giải Nam diễn viên phụ xuất sắc nhất tại Giải thưởng điện ảnh Hồng Kông lần thứ 10. Sự thành công của tác phẩm này đã giúp cho các nhà làm phim bật đèn xanh cho phần phim tiếp theo, còn Lưu Đức Hoa sau này được mọi người đặt biệt danh là Hoa Đệ, đây là nhân vật anh đã thủ vai trong phim. Tác phẩm cũng được xem là một trong những tác phẩm tiêu biểu trong sự nghiệp đóng phim của anh.

## Nội dung
Huyên là một cô gái xuất thân từ hoàng tộc, vì ơn cứu mạng nên cho dành tình cảm cho chàng trai dũng cảm Hoa Đệ. Nhưng cô bị cha mẹ ép gả cho con trai của Đỗ Thụy Đạt là Đỗ Duẫn Đường. Từ đây, Huyên chôn vùi nỗi đau vào lòng, cố gắng sống trong Đỗ gia đầy phức tạp, và rồi cô đã trở thành nữ cường nhân đầy quyền lực ở đất Thượng Hải. Tuy nhiên, bất chấp tất cả tính mạng, Hoa Đệ quyết định bằng mọi giá sẽ giải cứu người mình yêu.

## Diễn viên
- Lưu Đức Hoa trong vai Hoa Đệ
- Ngô Thanh Liên trong vai Jojo Huyên/Huyên tiểu thư
- Ngô Mạnh Đạt trong vai Thái Bảo
- Huỳnh Quang Lượng trong vai Lạt Bá
- Chu Thiết Hòa trong vai Thất ca
- Lưu Giang trong vai Sếp Giang (Thanh tra Giang)
- Lâm Thông trong vai Sếp Trần
- Hoàng Văn Huệ trong vai A Liên
- Sandra Lang (Tiên Đỗ Lạp) và Ngô Hoán Nghi trong vai mẹ nuôi của Hoa Địch
- Nguyên Bân trong vai A Thành
- Lương San trong vai Shirley (mẹ của Hoa Đệ)
- Ngô Hối trong vai ông nội của Hoa Đệ